# Nikolai Nikolajewitsch Duchonin
Nikolai Nikolajewitsch Duchonin (russisch Николай Николаевич Духонин; * 1.jul. / 13. Dezember 1876greg. Gouvernement Smolensk; † 20. Novemberjul. / 3. Dezember 1917greg. in Mogiljow) war der letzte Oberkommandierende der Kaiserlich Russischen Armee.

## Leben

### Frühe Militärkarriere
Er absolvierte 1894 das Wladimirer Kadettenkorps in Kiew und machte 1896 seinen Abschluss an der Alexander-Militärschule, von wo er als Secondeleutnant zum litauischen Regiment der Leibgarde ausgemustert wurde. 1902 absolvierte er die Nikolajewsker-Akademie des Generalstabs und wurde dann zum Stabskapitän der Garde (Hauptmann im Generalstab) befördert. Vom 1. Februar 1902 bis 1. Mai 1904 diente er im Kommando des 168. Mirgoroder-Infanterieregiments. Ab 6. November 1904 war er Oberadjutant des Hauptquartiers der 42. Infanterie-Division. Am 2. Januar 1906 wurde er Assistent des Oberadjutanten im Hauptquartier des Militärbezirks Kiew und am 22. April 1907 zum Oberstleutnant ernannt.

### Im Ersten Weltkrieg
Zu Beginn des Ersten Weltkrieges war er ab 19. Juli 1914 Erster Adjutant des Generalquartiermeisters des Hauptquartiers der 3. Armee, zuständig für den Spionagedienst und Aufklärung an der Front in Galizien.
Am 20. April 1915 übernahm er die Führung des 165. Luzker-Infanterieregiments, für sein Verhalten bei den Gefechten an der Bijala (19.–22. April 1915) und Mokra (25.–27. April 1915) wurde ihm der Hl. Georgs-Orden 3. Klasse verliehen. Am 6. Dezember 1915 wurde er zum Generalmajor befördert und ab 22. Dezember 1915 fungierte er als Assistent des Generalquartiermeisters der Südwestfront, General M. K. Diterichs. Am 25. Mai 1916 wurde er zu dessen Nachfolger als Generalquartiermeister des Hauptquartiers der Südwestfront ernannt. Von Juni bis August 1917 war er Generalstabschef der Südwestfront und von August bis September 1917 der Westfront. Er wurde am 4. August 1917 zum Generalleutnant ernannt und stieg am 23. (10.) September 1917 zum Chef des Stabes des Obersten Befehlshabers Alexander Kerenski auf.

### Rolle während der Oktoberrevolution 1917
Als hochrangiger Generalstabsoffizier wurde er auf Betreiben Kerenskis nach dem gescheiterten Militärputsch des Generals Kornilow im September 1917 an dessen Stelle zum Oberkommandierenden der russischen Armee. General Duchonin war wie die meisten Generäle des Hauptquartiers stark anti-bolschewistisch eingestellt. Nach der Machtübernahme der Bolschewiki vom 8. November (26. Oktober) wurde sein Hauptquartier in Mogilew zu einem potenziellen Zentrum des Widerstandes. Er appellierte zusammen mit Stankewitsch, dem Kommissar der erledigten Provisorischen Regierung im Hauptquartier, an alle Befehlshaber der Fronten, den bolschewistischen Anweisungen nicht zu gehorchen. Duchonin bildete in seinem Hauptquartier in Mogilew eine Sondergruppe unter der Leitung des General Diterichs, um auch die Aktionen an den inneren Fronten zu koordinieren. Weil er dem Befehl Lenins, die Kriegshandlungen gegen die Mittelmächte einzustellen, nicht Folge leistete, wurde er am 3. Dezember im Hauptquartier der Stawka in Mogilew von Rotgardisten unter Führung von Nikolai Krylenko ermordet. Krylenko wurde von Lenin als Nachfolger an der Spitze der Streitkräfte bestimmt.  Nach seinem Tod konnte seine Witwe den Leichnam heimlich nach Kiew schaffen, wo seine Asche am 26. Novemberjul. / 9. Dezember 1917greg. auf dem Lukjaniwska-Friedhof bestattet wurde.